# Lockheed C-130 Hercules
Lockheed C-130 Hercules este un avion de transport militar american cu patru motoare cu turbopropulsor, proiectat și construit de Lockheed (în prezent Lockheed Martin). Capabil să utilizeze piste nepregătite pentru decolări și aterizări, C-130 a fost proiectat inițial ca avion de transport de trupe, evacuare medicală și mărfuri. Fuzelajul versatil al aeronavei și-a găsit utilizări și în alte roluri, precum aeronavă de război (AC-130), pentru asalt aerian, căutare și salvare, sprijin pentru cercetare științifică, recunoaștere meteorologică, realimentare aeriană, patrulare maritimă și stingere aeriană a incendiilor. Acum este principalul transportor aerian tactic pentru multe forțe militare din întreaga lume. Peste 40 de variante ale Hercules, inclusiv versiuni civile comercializate ca Lockheed L-100, operează în peste 60 de țări.
C-130 a intrat în serviciu în Statele Unite în 1956, urmată de Australia și multe alte națiuni. În anii săi de serviciu, Hercules a participat la numeroase operațiuni de ajutor militar, civil și umanitar. În 2007, transportorul a devenit a cincea aeronavă care marchează 50 de ani de serviciu continuu cu clientul său principal inițial, care pentru C-130 este Forțele Aeriene ale Statelor Unite (USAF). C-130 este aeronava militară cu cea mai lungă perioadă de producție, fiind produsă în mod continuu de peste 60 de ani, versiunea actualizată Lockheed Martin C-130J Super Hercules fiind construită și în prezent.

## Variante

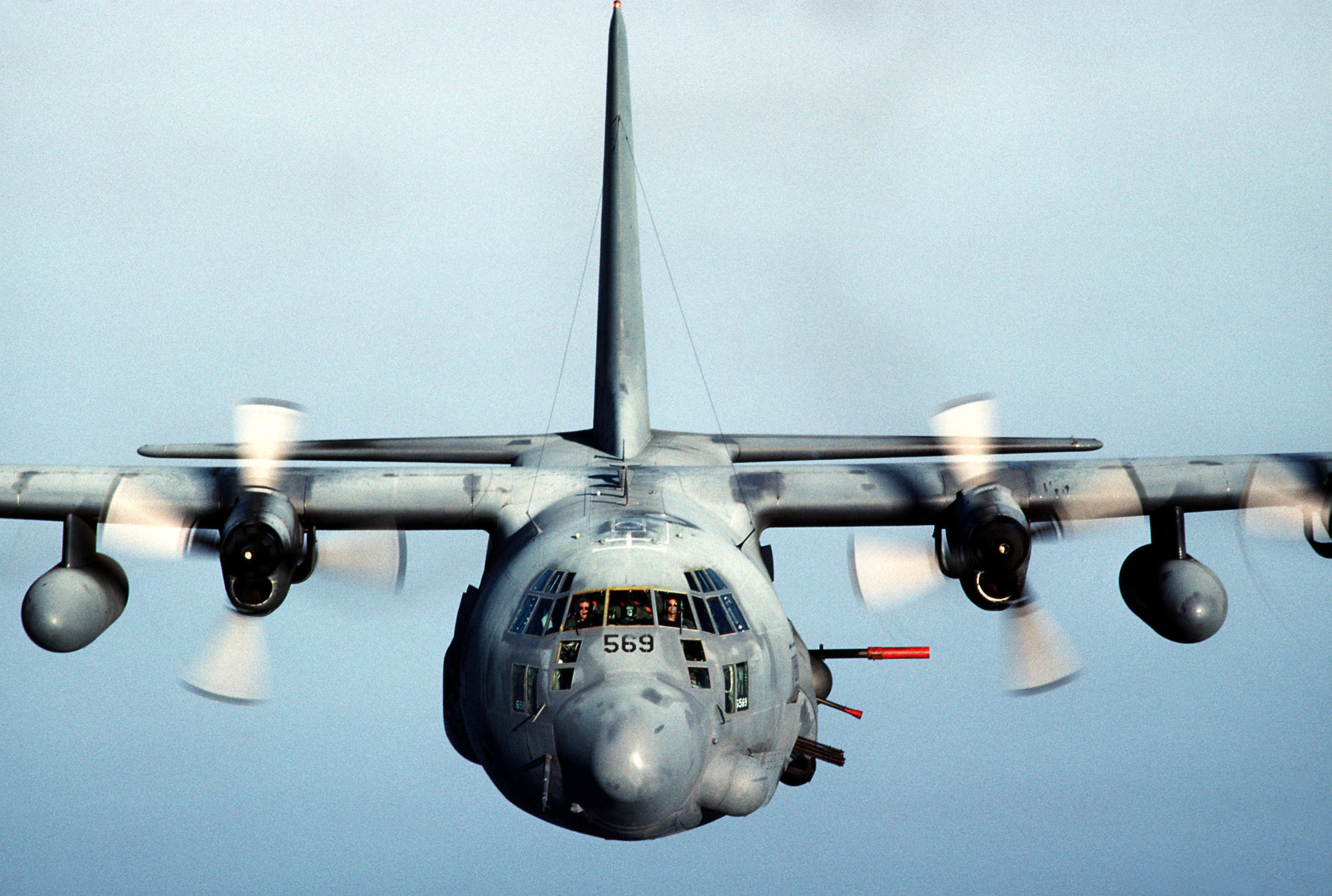
Tunul vizibil al lui AC-130 Spectre

- AC-130 Spectre (este dotat cu un tun)
- DC-130 și GC-130 drone control
- EC-130 Commando Solo comandă și control, război electronic
- EC-130H Compass Call, război electronic
- EC-130E Airborne Battlefield Command and Control Center (ABCCC)
- HC-130P/N operațiuni speciale de reîncărcare cu combustibil, supraveghere de rază mare, căutare și salvare
- JC-130 și NC-130
- KC-130 avion cisternă de alimentare tactică cu carburant
- LC-130 de sprijin pentru zonele Arctic & Antarctica
- MC-130E/H Combat Talon I/II (operațiuni speciale)
- MC-130P Combat Shadow (operațiuni speciale)
- MC-130W
- YMC-130H - trei avioane modificate pentru operațiunea Credible Sport de eliberare a ostaticilor din Iran în 1979
- PC-130 patrulă maritimă
- RC-130 recunoaștere
- SC-130 căutare și salvare
- VC-130 transport VIP
- WC-130 meteo
- CC-130 Hercules pt. Canada